# Distretto di Xaçmaz
Il distretto di Xaçmaz (in azero: Xaçmaz rayon) è un distretto dell'Azerbaigian. Il capoluogo del distretto è Xaçmaz.